# Peribaea anthracina
Peribaea anthracina är en tvåvingeart som beskrevs av Louis-Paul Mesnil 1977. Peribaea anthracina ingår i släktet Peribaea och familjen parasitflugor.
Artens utbredningsområde är Madagaskar. Inga underarter finns listade i Catalogue of Life.